# قفيزة (يافع)

تعديل مصدري - تعديل

قفيزة هي إحدى قرى عزلة لبعوس بمديرية يافع التابعة لمحافظة لحج، بلغ تعداد سكانها 288 نسمة حسب تعداد اليمن لعام 2004.